# Zapadni ekstra-ramelajski jezici
Zapadni ekstra-ramelajski jezici, skupina od 11 ekstra-ramelajskih jezika iz Indonezije (Nusa Tenggara). Predstavnici su: 
- Amarasi [aaz], 50.000 (Grimes, Therik, Grimes, Jacob 1997).
- Bilba ili [bpz], 7.000 (2002 UKAW).
- Dela-Oenale [row], 7.000 (2002 UKAW).
- Dengka [dnk], 20.000 (2002 UKAW).
- Helong [heg], 14.000 (Grimes, Therik, Grimes, Jacob 1997).
- Lole [llg], 20.000 (2002 UKAW).
- Ringgou [rgu], 10.000 (2002 UKAW).
- Termanu [twu], 30.000 (2002 UKAW).
- Tii [txq], 20.000 (2002 UKAW).
- Uab Meto [aoz] 586.000 ( Grimes, Therik, Grimes, and Jacob 1997); (Istočni Timor):
- baikeno ili 	ambeno [bkx], 20.000 (2003 UKAW).